# Льюис, Стив
Стивен Эрл Льюис (род. 16 мая 1969 года, Лос-Анджелес, шт. Калифорния, США) — американский легкоатлет (бег на 400 метров). На Олимпиадах 1988 и 1992 годов в Сеуле и Барселоне завоевал три золотых и одну серебряную медали на дистанции 400 метров и в составе сборной США эстафете 4×400 метров.

## Биография
Льюис родился в Лос-Анджелесе, шт. Калифорния, приобщился к спорту в а затем в средней школе Баннинг. Затем он перешёл в Американскую среднюю школу во Фримонте, которую закончил в 1987 году. Ему до сих пор принадлежит рекорд Легкоатлетической лиги Мишн-Вэлли в беге на 400 метров. В 1986—1987 годах он был чемпионом Межшкольной федерация Калифорнии. По окончании средней школы Льюис поступил в Калифорнийский университет в Лос-Анджелесе. В первый же год обучения 19-летней юноша не только полностью переписал список лучших результатов в беге на 400 метров, но и стал побеждать на взрослых соревнованиях, завоевав золотую олимпийскую медаль.
До 1988 года Льюис был подающим надежды молодым спортсменом с личным рекордом 45,76 с, показанным в 1987 году на юниорском чемпионате США. В 1988 году на отборочных соревнованиях в олимпийскую сборную США он сначала выиграл четвертьфинал с новым мировым рекордом для юниоров 44,61 с, а на следующий день в полуфинале показал 44,11 с. Несмотря на это, в финале он с результатом 44,37 с, занял только третье место, уступив своим старшим соотечественникам Батчу Рейнольдсу и Дэнни Эверетту.